# Murina walstoni
Murina walstoni és una espècie de ratpenat de la família dels vespertiliònids. Viu a Cambodja i el Vietnam. Es tracta d'una de les 126 espècies noves descobertes a la regió del Gran Mekong durant el 2011. Dues altres espècies del gènere Murina trobades al sud-est asiàtic el mateix any són M. cineracea i M. beelzebub. Aquestes tres espècies foren trobades per un equip del Museu Hongarès d'Història Natural (MHHN) i Fauna and Flora International (FFI). Totes elles viuen en boscos tropicals, de manera que estan amenaçades per la desforestació.